# Willisham
Willisham – wieś i civil parish w Anglii, w Suffolk, w dystrykcie Mid Suffolk. W 2001 civil parish liczyła 268 mieszkańców. Willisham jest wspomniana w Domesday Book (1086) jako Willaluesham. W civil parish znajduje się 3 zabytkowe budynki.